# Мексиканська мафія
Мексиканська мафія, також відома як Лаем (іспанською буква М) це мексиканська злочинна організація, одна з найстаріших і наймогутніших тюремних банд США.

## Історія
Мексиканська мафія була створена наприкінці 50-х років членами вуличної банди мексиканців, що були у в'язниці Д'юел, розташованої в місті Трайс, Каліфорнія.
Засновниками банди стали тринадцять мексикано-американців зі Східного Лос-Анджелеса, кілька з яких були членами банди Маравіла. Самі себе вони іменували Мексиканемі, що перекладається з мови науатль як «той, хто крокує з Богом у серці». Засновником банд став Луїс «Хуеро Буйвол» Флорес, раніше член Банди Гавайських садів.
Попри те, що Мексиканська мафія була почасти створена, щоб виявити повагу до цивілізацій Майя і Ацтеків, її головною метою був захист своїх членів від інших ув'язнених, так само як і від охоронців. В'язницю Дьюел вважали як «університети» ув'язнених, де вони могли розвивати свої навички бійки, наркобізнесу і створення зброї.
Спочатку, Луїс Флорес почав вербувати найжорстокіших бандитів, з тим, щоб створити що вселяє страх організацію, здатну захопити контроль над чорним ринком в'язниці. У відповідь на насильство, що зростає, Департамент В'язниць перевів деяких членів Мексиканської Мафії в інші в'язниці, включаючи і в'язницю Сан-Квентин. Цей хід влади ненавмисно посприяв Мексиканської Мафії завербувати нових членів у в'язницях і установах для малолітніх злочинців.

## Злочинна діяльність
Мексиканська мафія — це організація, що займається здирництвом, наркотрафіком і вбивствами, як всередині так і за межами в'язниць. Згідно з ФБР Мексиканська мафія часто наймає членів Арійського братства (нацистське угруповання білих) для виконання замовних вбивств. Лаем і Арійське братство є загальними ворогами афроамериканської банди Чорна партизанська сім'я.
Перше вбивство на волі було створено Мексиканською Мафією в Лос-Анджелесі в 1971. Відповідальним за вбивство був білий член банди Маравіла Джо «Пеглег» Морган. Морган був широко шанований у колі Мексиканської мафії і згодом став одним з її лідерів. Його зв'язки з постачальниками кокаїну і героїну з Мексики допомогли Мексиканської мафії покласти початок широкому розповсюдженню наркотиків у Каліфорнії. У 70-е, під проводом Руді Кадени, банда захопила контроль над деякими громадськими групами і зуміла, при їх участю, красти гроші, призначені на фінансування програм по боротьбі з алкоголем і наркотиками.
У 1995 році федеральна влада засудила 22 членів Мексиканської мафії за звинуваченнями закону РІКО (закон «Про підпали під вплив рекетирів і корумпованих організаціях»), що включав в себе вимагання, вбивства і викрадання людей. Один із заарештованих, Бенджамін «Топо» Петерс, імовірно був одним з керівників організації й був втягнутий в боротьбу за владу з Рубеном «Тупі» Ернандесом.
У 2006 році проти членів Мексиканської мафії було висунуто звинувачення по 36 статтях. Арешти відбулися на підставі передбачуваних актів насильства, торгівлі наркотиками та здирництва проти дрібніших латиноамериканських вуличних банд. За твердженнями федерального звинувачення Мексиканська мафія має сильний впливом як у в'язницях штату, так і у федеральних в'язницях.
Члени і прихильники банди залишаються вкрай лояльні до організації як у в'язниці, так і за її межами, особливо в таких містах півдня Каліфорнії як Лос-Анджелес і Сан-Дієго. Банда завойовує свій вплив над бандами півдня Каліфорнії під загрозою насильства по відношенню до її членів, якщо вони колись потраплять за ґрати. Банди і торговці наркотиками, що відмовляються платити Мексиканській мафії за «дах» часто піддаються нападам і загрозам вбивства. Високопоставлені члени Лаем, закриті в своїх камерах по 23 години на день, все-таки примудряються передавати накази, або вистукуючи коди по водостічних трубах, або з допомогою таємних листів.

## Членство

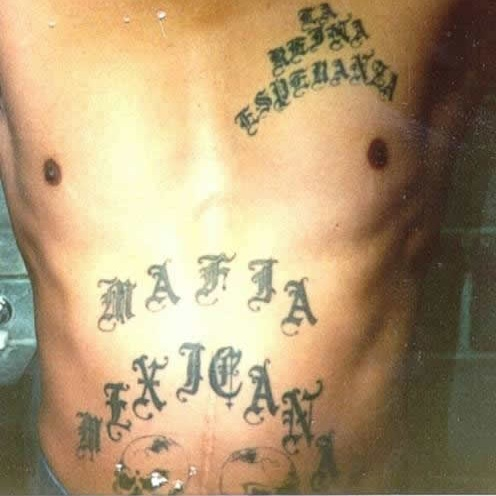
Татуювання Мексиканської мафії.

Хоча Мексиканська мафія це структуроване кримінальне співтовариство, імовірно, управляє нею єдиний лідер. Близько 150 членів організації мають владу замовляти вбивства, і принаймні 1000 виконувати їхні накази. Загальна кількість членів Лаем в США налічується близько 30 000 осіб.
Побудована за моделлю сицилійської мафії, Мексиканська мафія має воєнізовану структуру, що включає звання генералів, капітанів, лейтенантів і сержантів. Нижче сержантів розташовуються солдати, яких часто називають «carnales» («м'ясо»).
Члени Мексиканської мафії повинні проявляти лояльність до банди, тобто брати участь в її тестах, найчастіше роблячи пограбування і вбивства. Покаранням за відмову виконання або провал у виконанні наказів найчастіше означає смерть. Згідно зі статутом банди, члени банди також можуть бути вбиті або покарані за вчинення наступних чотирьох порушень: стукацтво, мужолозтво, боягузтво і неповага до інших членів банди. Відповідно до політики Мексиканської мафії її член не може бути убитий без схвалення трьох її членів, проте вбивства не-членів не потребує формального схвалення.
У 60-ті у в'язниці Сан Квентін, Луїс Флорес і Руді «Шайєнн» Кадена встановили кровну клятву при вступі до лав Мексиканської мафії. До установки правила кровної клятви, членам Мексиканської мафії дозволялося повертатися назад у вуличні банди після виходу з в'язниці. Нова клятва ясно заявляла, що єдиний шлях виходу з банди — смерть. Флорес і Кадена також встановили цілу низку правил: нового члена має запропонувати старий член; одноголосна згода всіх членів на вступ новачка (більше не діє); перевага банди, а не сім'ї; заперечення існування Мексиканської мафії при спілкуванні з представниками закону і не-членів; забути про вуличні конфлікти, що існували до укладення. Вбивство члена банди за порушення правил повинно бути скоєно членом банди, що запропонував його.
Поряд з Каліфорнією (основною базою діяльності), Мексиканська мафія присутня і в Техасі, Аризоні і Нью-Мексико.

## Союзники і вороги
Основним союзником Мексиканської мафії є Арійське братство. Головним ворогом Мексиканської мафії є Нуестра Фаміліа і Чорна партизанська сім'я.

## Символи
Зображення чорної руки є основним символом мексиканської мафії. Одним із символів банди, часто використовуваних в татуювання, є національний символ Мексики (орел і змія) поверх палаючого кола над схрещеними ножами.
Члени мексиканської Мафії використовують номер 13 як ідентифікацію бригади, оскільки літера «M», який містить назву La eMe — тринадцята в англійському алфавіті. Мексиканські мафіозі також носять чорний одяг.